# Públio Pinário Mamercino Rufo
Públio Pinário Mamercino Rufo (em latim: Publius Pinarius Mamercinus Rufus) foi um político da gente Pinaria nos primeiros anos da República Romana eleito cônsul em 489 a.C. juntamente com Caio Júlio Julo.

## Biografia
Públio Pinário pertencia à gente Pinária, uma das gentes patrícias da antiga Roma e cujos membros conhecidos viveram nos primeiros anos da República. Foi o primeiro de sua gente a atingir o consulado.

## História
Os dois cônsules foram levados a acreditar que os volscos estavam planejando atacar Roma enquanto eles estavam nos Jogos Romanos. Eles convenceram os senadores a expulsarem da cidade todos os volscos, o que aumentou ainda mais o ressentimento contra os romanos.
No final, ainda durante seu mandato, os volscos, comandados por Átio Túlio e Coriolano, declararam guerra a Roma, deixando aos dois o trabalho de recrutarem um exército que seria comandado pelos cônsules do ano seguinte.
No ano seguinte, Pinário foi um dos cinco ex-cônsules enviados pelo Senado ao acampamento volsco para intercederem junto a Coriolano, que liderava o avanço contra Roma.